# Tacuatí
Tacuatí é uma cidade do Paraguai, Departamento San Pedro. Possui uma população de 11.079 habitantes.

## Transporte
O município de Tacuatí é servido pela seguinte rodovia:
- Ruta 03, que liga a cidade de Assunção ao município de Bella Vista Norte (Departamento de Amambay). [1][2][3]